# Волкович Анна Маркіянівна
Волко́вич (Агейкіна) Анна Маркія́нівна (1876, Городня Чернігівської губернії — † ?) — лікарка, громадська діячка, ініціаторка та організаторка створення осередків Всеросійської Селянської спілки в Кобеляцькому повіті Полтавської губернії.

## Походження
Народилася Анна в провінційному містечку Городня Чернігівської губернії у 1876 році, в родині дрібного чиновника (місцевого казначея, за іншими даними — церковного дяка). Всього дітей у Маркіяна Волковича було троє — двоє хлопчиків і дівчинка. Всі вони закінчили медичний факультет університету Святого Володимира в місті Києві і стали лікарями. Причому обидва брати Анни здобули ступінь доктора медичних наук. Найвідомішим є старший з братів Анни Микола Волкович, який був одним із найвидатніших і найавторитетніших хірургів свого часу, професором, академіком Української академії медичних наук (1928).
В образі «сивого старого професора» біля постілі пораненого Олексія Турбіна у сцені із роману Михайла Булгакова «Біла гвардія» ми можемо побачити саме Миколу Волковича, якого надзвичайно поважали в сім'ї письменника.
За соціальним походженням Анна Волкович була потомственною дворянкою.
Проте молоду лікарку Анну вабила не стільки медицина, стільки суспільно-політична діяльність.

## Лікарка Хорішківської земської лікарні та громадський діяч
Відомо, що на 1905 рік Анна Волкович працювала лікаркою Хорішківської земської лікарні Кобеляцького повіту Полтавської губернії.
Вир революційних подій захопив 29-річну Анну Маркіянівну. Саме з ініціативи земської лікарки у Хорішках виникла волосна Селянська спілка, створена задля захисту інтересів селянства.
Найближчими помічниками Анни Волкович були звільнений за революційну діяльність робітник Полтавських залізничних мастерень Кирило Стешенко, працівники Хорішківської земської лікарні фельдшер Позя Гуревич і акушерка, дочка священика Анастасія Міщенко, вчителі Михнівської початкової земської школи Ксенія Михайловська і Лідія Червоненко та Піщанської земської школи Степан Лимар і Йосип Сапітий. Активну участь в роботі Селянської спілки брали, також, учителька, уроженка Борзненського повіту Чернігівської губернії Олександра Гофман та студент Томського технологічного інституту Борис Бровко.
Предметом постійних обговорень на селянських зібраннях у Хорішках і навколишніх селах був царський маніфест 17 жовтня 1905 року. Члени ініціативної групи по створенню комітету Селянської спілки бесіди з селянами спочатку проводили по приватний помешканнях, але зони не могли вмістити всіх бажаючих послухати. Тоді сільська інтелігенція вирішила відремонтувати силами громади нежиле приміщення і перетворити його на своєрідний Народний дім. Селяни власним коштом засклили вікна, відремонтували піч, позносили столи і стільці. Бажаючих узяти участь в обговоренні революційних подій в Росії виявилося так багато, що зібрання перетворювалися на мітинги і їх доводилося переносити на вулицю. Кожного разу на імпровізовані мітинги збиралося по 200—300 селян з Хорішків; Говтви, Юрків та інших навколишніх сіл. Всі збори підтримували програмні вимоги Всеросійської Селянської спілки, але й виступали за необхідність створення національної Української селянської спілки.
У листопаді 1905 року Анна Волкович звернулася до голови Кобеляцької земської управи з проханням відкрити в Хорішках громадську бібліотеку. Після того, коли їй у цьому відмовили, заявила, що створить її власним коштом. З цією метою Анна Волкович купила доступних для селянського розуміння книг, передплатила декілька прогресивних газет і почала влаштовувати у приміщенні бібліотеки колективні читання для селян, позаяк більшість з них були неграмотними. Читання вона поєднувала з агітацією вступати до Селянської спілки з метою відстоювання своїх класових і майнових інтересів.
Активна громадська діяльність Анни Волкович та її спільників не залишилася поза увагою царської влади. За розпорядженням Кобеляцького повітового справника для наведення «порядку» в Хорішки було послано 25 стражників, але селяни влаштували їм бойкот: відмовлялися надавати квартири для постоїв, продавати продукти і фураж для коней тощо. Батькам, чиї сини служили в поліції, не стало життя від постійних дорікань односельців. З ними перестали вітатися і, навіть, не дозволяли брати воду із громадських криниць. В результаті декілька поліцейських змушені були залишити службу.
У кінці листопада 1905 року Анна Волкович написала «резолюцію» (програму) Хорішківської волосної Селянської спілки, яка містила сім пунктів і базувалася на програмних засадах Всеросійської селянської спілки. Окрім чисто економічних та соціальних вимог, у ній містилися і політичні: скликання законодавчих Всеросійських Установчих зборів, передача поміщицьких, державних та удільних земель селянам без викупу, знищення поділу суспільства на стани тощо. Під час обговорення «резолюції» до неї було внесено декілька суттєвих доповнень і уточнень. Зокрема, на пропозицію Позі Гуревич «резолюція» була доповнена вимогою: "Закони для місцевого населення мають прийматися його представниками в особливій місцевій установі — Сеймі, утвореному для всіх тих губерній, де проживає українське населення. Таким чином, політичні і соціальні вимоги українського селянства поєднувалися з національними — створенням автономного представницького органу влади.

## Анна Волкович і діяльність Селянської спілки в Кобеляцькому повіті
28 листопада 1905 року з ініціативи Анни Волкович у Кобеляках була скликана «аграрна нарада» із залученням представників від волосних селянських громад, на якій була прийнята розроблена Хорішківською ініціативною групою Програма створення і діяльності місцевих осередків Селянської спілки в Кобеляцькому повіті. Учасники одностайно вирішили створити їх у кожній волості Кобеляцького повіту, затвердили Статут селянських комітетів та єдину тактику боротьби за права селянства. На другий день учасники «аграрної наради» на чолі з представниками Хорішківської волосної Селянської спілки з'явилися на зібрання гласних Кобеляцького повітового земства і перетворили його на мітинг. Вони вимагали схвалення органом місцевого самоврядування прийнятих на «аграрній нараді» політичних рішень, у тому числі скликання замість Державної Думи Всеросійських Установчих зборів.
Зібрання повітового земства було зірване. Місцева влада в особі повітового справника розцінила це як посягання на устої російського самодержавства в окремо взятому регіоні і відповідно зреагувала. 30 листопада поліція заарештувала найбільш активних членів Селянської спілки: сестер Єлизавету і Марію Олексієнко, Дмитра Маляра, Кирила Стешенка, Рувіма Витліна та ін. Арешт активістів Селянської спілки, які користувалися незаперечним авторитетом серед селян, викликав хвилю обурення у них.
Натовп із п'яти тисяч селян під керівництвом Никифора Попруги цілий день 30 листопада облягав поліцейське управління в Кобеляках, домагаючись звільнення політв'язнів. Н. Попруга умовляв селян не розходитися до повного їх визволення. Афанасій Бобрук, Сергій Бондаренко, Сергій Гречкосій і Василь Онищенко приводили з базару все нові і нові групи людей. Загін кінно-поліцейської стражі намагався силою розігнати присутніх, але їх зустріли камінням і дрючками. В результаті сутички двох стражників було побито, а поліцейському уряднику розбили обличчя. Відтіснивши стражу, натовп надвечір увірвався у двір поліцейського управління. Щоб не допустити кровопролиття повітовий справник змушений був дати наказ звільнити заарештованих. Після цього революційний рух у Кобеляцькому повіті почав розвиватися з наростаючою швидкістю, а місцева влада у своїх діях виявилася паралізованою і на неї мало хто зважав.
З документів слідчої «справи Анни Волкович» не відомо, був створений єдиний керівний орган Селянської спілки чи ні. Безумовно одне: керівники обох осередків (Кобеляцького і Хорошківського) координували свої дії і працювали спільно над згуртуванням селян в єдину професійно-класову організацію. У села Кобеляцького і сусідніх з ним повітів виїхали чисельні «оратори» — так представники царської влади називали агітаторів-активістів Селянської спілки. Вони організовували мітинги по селах, на яких закликали присутніх записуватися до Селянської спілки і створювати селянські комітети, захоплювати поміщицькі землі, не платити податків, тощо.
Разом з Анастасією Мішенко Анна Волкович виїжджала в села Шамраївку, Піщане (нині Нагірне) і Куликівку, де проводила масові зібрання селян. Багатолюдний мітинг під час ярмарку був влаштований нею у селі Буняківка. Крім Анни Волкович, на ньому виступали Павло Облап і Дмитро Маляр. Натовп селян відтіснив стражників і поліцейського урядника, які намагалися перешкодити мітингу, а потім взагалі прогнав поліцію з села.
У Сокілці Кобеляцького повіту ідеї Селянської спілки поширювали молоді вчительки Марія Бондарева та Меланія Яковенко. Результатом їх діяльності, як зазначалося в поліцейських рапортах, були значні «хвилювання» серед селян.
07 грудня 1905 року Анна Волкович зібрала багатолюдний мітинг у Хорішках. Під впливом її запальної промови селяни прогнали з села поліцію і паралізували роботу волосного правління. Те ж саме було зчинено і в селах Куликівської волості.
Учителі Піщанської початкової земської школи Степан Лимарь і Йосип Сапітий неодноразово виступали на мітингах у селах Куликівської волості та в Михнівці, закликаючи селян до повалення російського самодержавства, непокори царській владі і боротьби за автономію України.
12 грудня Дмитро Маляр і Павло Облап влаштували масове зібрання селян у Верхній Мануйлівці Кременчуцького повіту, а Панас Бобрунь разом з Павлом Обляпом двічі протягом грудня 1905 року відвідували Сухорабівку Хорольського повіту, агітуючи селян вступати до Української Селянської спілки.
17 і 22 грудня багатолюдні мітинги пройшли в селі Комарівці Чорбівської волості Кобеляцького повіту. Під впливом революційної агітації жителі містечка Голтви вирішили всією громадою записатися до Селянської спілки. Від їх імені Анну Волкович про це повідомила місцева поміщиця Наталія Остроградська.
Велелюдні селянські зібрання, на кожному з яких були присутні по декілька тисяч чоловік, відбулися 04, 18, 23 і 24 грудня 1905 року в Кобеляках. Згідно з повідомленнями поліції, їх організатори проводили під червоними прапорами і транспарантами з написами «Селянська спілка», «Земля і воля» та «Хай живуть Установчі збори». У прийнятих на мітингах резолюціях переважали політичні вимоги: ліквідація самодержавства в Росії і негайне скликання Всеросійських Установчих зборів.
Посилення політичної активності селянства в період найвищого піднесення революції наприкінці 1905 року супроводжувалося сутичками селян з представниками царської влади на місцях: в Сокілці і Царичанці був змінений склад волосного правління, а в Маячці «відбулося насильство натовпу над владою».
Кожне з велелюдних зібрань закінчувалося прийняттям селянських приговорів (наказів), які в основному відповідали прийнятій на з'їздах Селянської спілки в Москві Програмі діяльності на найближчу перспективу, але селяни Кобеляччини вносили до неї і окремі доповнення та уточнення, які випливали з національних особливостей українського села. Для того, щоб звести їх воєдино, керівництво Селянської спілки 27 грудня скликало в Кобеляках нараду уповноважених від сільських волосних громад Кобеляцького та суміжних з ним волостей (Шамраївської, Піщанської, Миколаївської, Григорівської, Попівської, Михнівської, Решетилівської, Кирилівської та ін.). Після тривалих дискусій делегати висунули єдині вимоги політичного змісту: негайне скликання законодавчих Установчих зборів, ліквідація приватної власності на землю, створення в Росії відповідального перед народом уряду, заміна регулярного війська народним ополченням та ін. У зв'язку з тим, що російська православна церква була частиною владних структур царської влади, а священики у своїх проповідях засуджували революційні виступи народу і підтримували чорносотенців, селяни вимагали їх виборності з тим, щоб «попи служили Богові, а не поліції». Ці вимоги були опубліковані в першому і єдиному номері кобеляцької україномовної газети «Земля», який вийшов друком 27 грудня 1905 року, її редакторами були Сергій Фесенко і Григорій Струць.
Агітація активістів Хорішківського і Кобеляцького комітетів Селянської спілки щодо створення масової професійно-класової організації українського селянства дала відчутні наслідки. В багатьох селах Кобеляцького та сусідніх з ним повітів виникли селянські комітети Спілки з фіксованим членством їх учасників. На противагу волосним управам вони стали справжніми органами селянського самоврядування.
В неопублікованих «Записках» Анна Волкович вказувала, що селянські комітети були створені в Куликівській, Маячківській, Санжарській і Бреусівській волостях, а загальна кількість членів Селянської спілки становила чотири тисячі чоловік. На слідстві ж вона показувала, що до Селянської спілки записалося близько 6 тисяч чоловік. Проте незрозуміло, чи в це число включені всі селяни Кобеляцького повіту, чи лише тих сіл, які перебували у сфері діяльності Хорішківського комітету Селянської спілки. Безумовно одне — це була масова селянська організація, яка в перспективі за сприятливих умов могла перетворитися у селянську політичну партію.
Особлива увага зверталася комітетами Селянської спілки на роботу серед найбільш злиденної частини селянства — наймитів. З цією метою зони просили сільську бідноту не найматися на роботу до поміщицьких економій взимку, а дочекатися весни, коли в гарячу пору польових робіт оплата праці буде вищою. А щоб біднота змогла протриматися до весни, селянські комітети вирішили надавати найбільш нужденним матеріальну допомогу з коштів Селянської спілки, які складалися із членських внесків її членів — 5 копійок на рік. Одночасно лідери селянської організації висунули вимогу: ніхто не має права найматися на роботи в економіях без згоди комітетів Селянської спілки, які встановили єдині норми оплати праці — один карбованець у день дорослому робітникові і 80 копійок жінкам та підліткам.
31 грудня 1905 року Хорішківський комітет Спілки організував страйк в економії місцевого поміщика М. К. Погорілка, який відмовився дотримуватися встановлених комітетом умов оплати праці.
Вирішення аграрного питання в діяльності селянських комітетів Спілки Кобеляцького повіту, як і всієї України, тісно перепліталося з вимогою захисту національних прав українського народу. Тому боротьба за створення професійно-класової організації українського селянства набувала національних форм — скликання Всеукраїнського селянського з'їзду. Його мав підготувати утворений 11 листопада 1905 року організаційний комітет, до складу якого ввійшли В. Козловський, С. Тимошенко, К. Дохлич, П. Справхата, Д. Дорошенко та ін. Комітет визначив регіони, які мали право надіслати своїх делегатів на з'їзд до Києва, з розрахунку один делегат від кожної волості. Право представництва мали крім українських губерній, також, Кубань, а з Дону, Таврії, Курщини, Воронежчини, Холмщини і Бессарабії могли делегувати своїх представників ті волості, які «захочуть пристати до України». Право прислати делегатів одержали, також, губернські і повітові комітети Всеросійської Селянської спілки і всі політичні партії, що «борються на Вкраїні за інтереси селянства».
Організаційний комітет напрацював проект програми Української Селянської спілки, яка крім розв'язання аграрного питання включала вимоги надання автономії України, виборів законодавчої Української Народної Ради (сейму), введення української мови в урядових установах, судочинстві, школах та ін. Програма Української Селянської спілки базувалася на програмних засадах Всеросійської Селянської спілки (союзу), але пов'язувала вирішення земельного питання із здобуттям автономії України у складі демократичної Російської держави.

## Час розплати. Арешт. Суд. Еміграція
Всеукраїнський Селянський з'їзд мав розпочати роботу 05 січня 1906 року. Звернення організаційного комітету з цього приводу було опубліковане в додатку до третього номера лубенської газети «Хлібороб» та видрукуване окремою листівкою під назвою "Київський комітет організації Українського Селянського з"їзду" в типографії Іцковича в Лубнах і розіслане по всій Полтавщині. Від селян Кобеляцького повіту на з'їзд були делеговані Дмитро Маляр і Кирило Стешенко. Для їх поїздки до Києва селяни з-поміж себе зібрали гроші, але їх поїздка і сам з'їзд не відбулися у зв'язку з проведеними арештами.
За наказом полтавського губернатора Олексу Маляра було звільнено з Кобеляцького повітового земства, де він працював дрібним чиновником. Після цього він поїхав до Києва шукати роботи, але був заарештований. Учителя Дмитра Маляра заарештували у Буняківці, де він мешкав із старою матір'ю і вона залишилася без свого годувальника.
Формально лідери Селянської спілки Кобеляцького повіту вважалися позапартійними. Їх причетність до політичних партій не була встановлена і під час слідства. Проте достеменно відомо, що один із членів виконавчого комітету Селянської спілки в Кобеляках Олекса Маляр протягом 1901—1903 років входив до складу «вільної громади» Революційної Української партії (РУП), яка пропагувала ідеї української державності серед населення. Безумовно (і це визнають всі дослідники даної проблеми) вся діяльність Селянської спілки перебувала під ідеологічним впливом загальноросійської партій соціалістів-революціонерів (есерів), Революційної Української партії (РУП), а пізніше — Української соціал-демократичної робітничої партії (УСДРП).
Під час арешту Анни Волкович поліція виявила 20 найменувань прокламацій різних революційних політичних партій і вісім брошур на «малорусском наречии» під назвою «Чого нам треба домагатися», в яких були викладені програмні засади УСДРП: ліквідація самодержавства і встановлення парламентської республіки в Росії, автономія України, націоналізація землі, відмова від насильницьких методів боротьби та ін.
Наприкінці 1903 року в Полтавській губернії було оголошено стан посиленої охорони. Відтоді посилилися репресії проти учасників революційного руху. 02 січня 1906 року за розпорядженням Полтавського губернського жандармського управління були заарештовані керівники Хорішківського і Кобеляцького комітетів Всеросійської Селянської спілки. На другий день після арешту Анни Волкович Ксенія Михайловська і Лідія Червоненко зібрали у селі Михнівка озброєних вилами і кілками селян і вирушили до Кобеляк визволяти заарештованих, але на півдорозі до міста селяни з невідомих причин передумали йти і повернулися додому. 04 січня Олександр Дядченко для оборони Михнівки від можливого нападу козаків знову зібрав озброєних вилами і сокирами селян. Проте карателі до села не дійшли і його оборонці під вечір розійшлися по домівках.
Слідство над заарештованими лідерами Селянської спілки Кобеляцького повіту розпочалося 10 лютого 1906 року. Його проводили жандармський ротмістр Якубов і судовий слідчий Кобеляцького повіту Кочура, але у травні цього ж року «справа Анни Волкович» була передана слідчому Полтавського окружного суду в особливо важливих справах. Всього до судової відповідальності було притягнуто 38 чоловік. На час слідства звинувачених випустили з-під арешту з підпискою про невиїзд і грошовою заставою, розміри якої залежали від матеріального становища звинувачених. До суду вони мали знаходитися під особливим наглядом поліції.
Анна Волкович з дозволу поліції виїхала до Києва і деякий час жила у свого брата професора Миколи Волковича, який вніс за неї заставу у розмірі тисячі карбованців. У 1908 році, перебуваючи під гласним наглядом поліції, Анна Волкович деякий час працювала дільничним земським лікарем у селі Козинка Севського повіту Орловської губернії. Позаяк застава повністю не була сплачена, рішенням Харківської судової палати від 14 січня 1909 року її мали взяти під варту. Проте ця постанова не була виконана у зв'язку з тим, що Анна Волкович нелегально залишила межі Російської імперії і виїхала до Швейцарії.
Слідство у «справі Анни Волкович» тривало до 1910 року. До нього було залучено 157 свідків, а судові витрати становили 575 карбованців. Один із обвинувачених, Йосип Песиголовець, до суду не дожив і помер у тюрмі. На час смерті йому було 49 років. Олексу Маляра, якого 7 травня 1906 року випустили під заставу, десятки селян зустрічали на залізничній станції Руденківка і по дорозі на Кобеляки. Селяни радувалися його звільненню і обсипали квітами.
Виїзна сесія Харківської судової палати, що проходила протягом 04-06 травня 1910 року, винесла остаточний вирок у «справі Анни Волкович», згідно з яким 10 учасників Селянської спілки Кобеляцького повіту (Кирило Стешенко, Степан і Омелько Лимарі, Олекса і Дмитро Маляри, Григорій Струць, Сергій Фесенко, Борис Бровко, Никифор Попруга і Попольський) були засуджені до одного року фортеці (в одиночній камері із суворим режимом) і відбували кару у миргородській в'язниці. Павло Облап, як військовослужбовець російської армії, кару відбував на гауптвахті 26-го піхотного Лорійського полку. Частина підсудних, у тому числі і Йосип Сапітий, була виправдана, а решті тюремне ув'язнення замінили на перебування на волі під гласним наглядом поліції.

## Сім'я
29 травня 1911 року, перебуваючи у Швейцарії, Анна Волкович вийшла заміж за російського емігранта Івана Агейкіна.
Іван Агейкін — син селянина Березівської волості Спаського повіту Рязанської губернії, був членом партії соціалістів-революціонерів. Під час революційних подій 1905 року він працював у Кременчуці і брав участь у підготовці терористичних актів проти представників царської адміністрації та зберігав у себе на квартирі вибухівку. За вироком військового суду Іван Агейкін у лютому 1906 року був позбавлений громадянських прав і засуджений на чотири роки каторги. Кару відбував у Верхоянському повіті Іркутської губернії, звідки втік за кордон.
Указом Сенату Російської імперії від 23 липня 1916 року Івану Агейкіну і його дружині Анні Агейкіній (Волкович) було дозволено повернутися до Росії. З Анни Волкович були, також, зняті звинувачення у несплаті застави, ухиленні від слідства і суду. Подальша її доля невідома.